# Заряженное оружие
«Заря́женное оружие» (англ. Loaded Weapon 1) — американская пародийная комедия на полицейские боевики, в том числе «Смертельное оружие», «Грязный Гарри», «Молчание ягнят», «Основной инстинкт» и другие.

## Сюжет
Главные герои фильма — Джек Кольт и Уэс Люгер, полицейские, вступившие в борьбу с наркомафией, которой руководит жестокий генерал Мортарс (читается как General Motors — название крупного автоконцерна, что обыгрывается в нескольких эпизодах фильма). В этом им помогает напарница, которую впоследствии убивают по приказанию генерала, в результате чего расследование дела превращается в личную месть.

## В ролях

### Основной состав
- Эмилио Эстевес — сержант Джек Кольт
- Сэмюэл Л. Джексон — сержант Уэс Люгер
- Джон Ловитц — Рик Бекер
- Тим Карри — мистер Джигсоу
- Кэти Айрлэнд — мисс Дэстини Дименор
- Фрэнк Макрэй — капитан Дойл
- Уильям Шетнер — генерал Кертис Мортарс
- Рик Дукомман — D. A.

### Камео-роли
- Денис Лири — Майк Маккракен
- Ф. Мюррей Абрахам — доктор Гарольд Личер
- Чарли Шин — парковщик
- Брюс Уиллис — Джон МакКлейн (в титрах не указан)
- Вупи Голдберг — сержант Билли Йорк (в титрах не указана)
- Кори Фельдман — юный полицейский
- Дениз Ричардс — Синди
- Джеймс Духан — Скотти
- Фил Хартман — офицер Дэвис
- Билл Нанн — полицейский фотограф
- Лин Шэй — свидетельница
- Эрик Эстрада — офицер Фрэнсис Пончерелло
- Ларри Уилкокс — офицер Джон Бейкер
- Пол Глисон — агент ФБР
- Ричард Молл — посетитель в тюрьме
- Джей. Т. Уолш — администратор
- Доктор Джой Брозерс — медэксперт
- Кристофер Ламберт — мужчина (удалённая сцена)
- Эллис Бисли — Дэстини Дименор (первое появление)

## Съёмки
- Фильм появился в результате отказа Девида Раша и Алана Спенсера от съёмок третьего сезона сериала «Кувалда».
- В картине звучат песни «You Really Got Me» (поёт персонаж Дениса Лири), «We Can Work It Out», «I’m Popeye The Sailorman», «Bohemian Rhapsody» (из репертуара Queen) и «Love Kills» (из репертуара Фредди Меркьюри, в финальных титрах)[6].
- Фрагмент фильма появляется в комедии «Перемотка» 2008 года.
- Практически сразу же было принято решение снимать продолжение фильма, даже был разработан слоган: «Бросьте, вы ведь знали, что это случится!» (англ. Oh come ON, you knew it was coming!), но из-за неудачных кассовых сборов от идеи создания сиквела пришлось отказаться.

## Список пародируемых фильмов[7]
- «Смертельное оружие», «Смертельное оружие 2»
- «Грязный Гарри»
- «Мир Уэйна»
- «Молчание ягнят»
- «Основной инстинкт»
- «Крепкий орешек», «Крепкий орешек 2»
- «Рэмбо»
- «Привидение»
- «Сорок восемь часов»
- «Кобра»
- «Коммандо»
- «Конан-варвар»
- «К9: Собачья работа»
- «Выпускник»
- «Черепашки-ниндзя»
- «Моряк Попай»
- «Иисус Христос суперзвезда»

## Критика
У критиков «Заряженное оружие» вызвало главным образом негативную реакцию. На сайте Rotten Tomatoes фильм получил общую оценку в 14 %, сделанную на базе 22 рецензий, три из которых были положительными.